# Gesù benedice i bambini

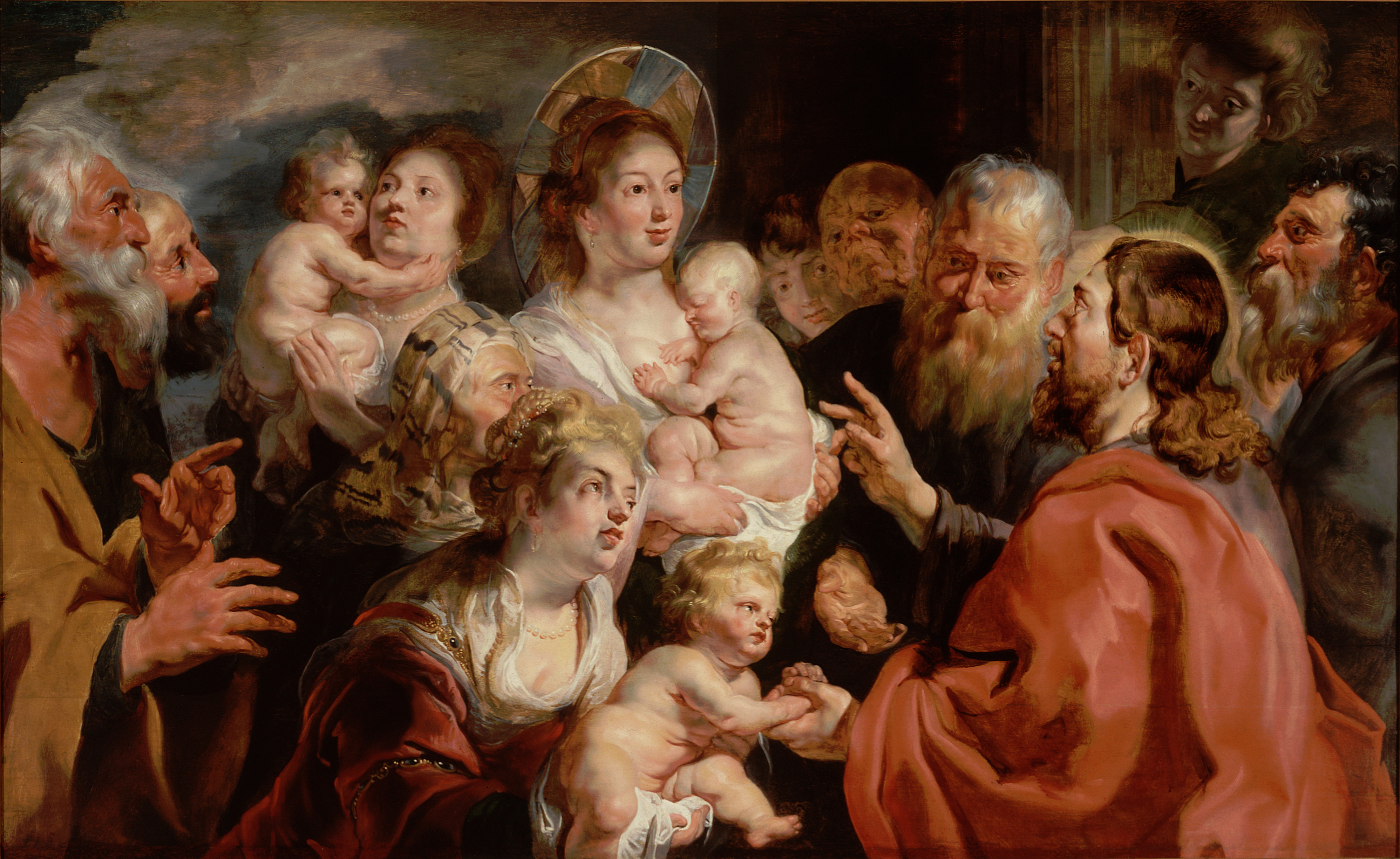
Jacob Jordaens, Lasciate che i bambini vengano a me, olio su tavola, 1615 (Saint Louis Art Museum)

Gesù benedice i bambini è un episodio della vita di Gesù riportato in modo molto simile dai Vangeli sinottici.

## Racconto evangelico
Mentre Gesù era in viaggio verso Gerusalemme, gli presentarono alcuni bambini perché li accarezzasse e li benedicesse, ma i suoi discepoli sgridarono le persone che glieli avevano portati. Gesù allora si indignò e disse ai discepoli di lasciare che i bambini andassero da lui, perché il regno di Dio è per chi è come loro, precisando che chi non accoglie il regno di Dio come un bambino non vi entrerà. Poi prese in braccio i bambini e li benedisse, imponendo le mani su di loro.

## Interpretazione
Pur essendo considerati una benedizione di Dio ai fini della discendenza, i bambini non avevano un ruolo importante nella società ebraica, perché non erano in grado di osservare i precetti della Torah. I discepoli risentono di questa mentalità e sgridano coloro che gli portano i bambini, perché pensano che ciò faccia perdere tempo a Gesù distogliendolo dal suo ministero. Gesù invece sottolinea che non è l’osservanza della Torah che permette l’accesso al regno di Dio ma è il “farsi piccoli”, cioè l’avere un atteggiamento di umiltà. Si può stabilire un parallelo con un altro episodio dei vangeli in cui, a seguito di una discussione sorta tra i discepoli su chi fosse il più grande, Gesù li invita all'umiltà, mettendo accanto a sé un bambino e invitando ad accogliere i bambini in suo nome.